# Komsio

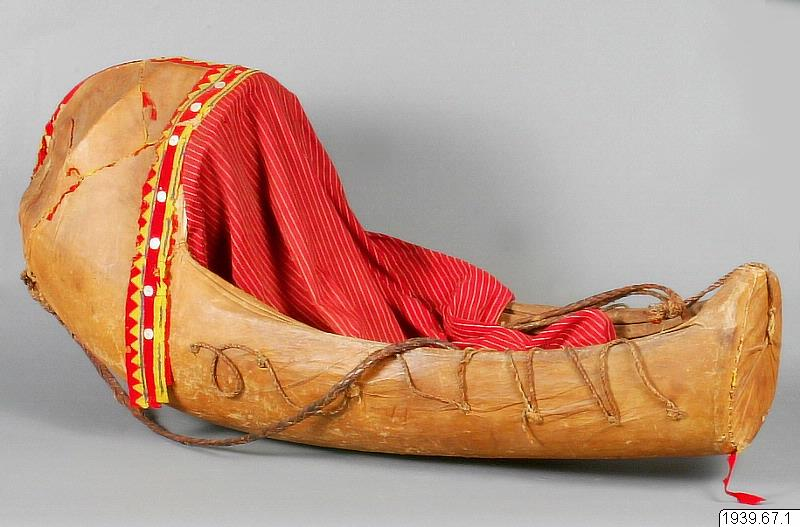
En komsio

Komsio, även komse och giettka, är en kombinerad vagga och bärväska som samerna använt till sina småbarn. Den var avsedd att bäras under förflyttningar till fots och med skidor, och att hängas upp i kåtans tak.
Den tillverkades av urgröpt trädstam av gran eller fur. Virket kokades i vatten för att minska risken för sprickbildning. Trästommen kläddes med ett mjukt garvat renskinn, för att täta mot sprickor och med minimerat antal sömmar för att minska obehag. Färdig var den omkring 70 centimeter och bårformad.
Komsion har smyckats med band i olika färger, typiskt rött, blått, gult och grönt. Även sömmarna har dekorerats med färgat kläde. 
Ett tyg kan spännas runt komsion för att hålla inne värmen, och band finns upptill och ned till som håller upp tyget ovanför barnet. Vid ännu kyligare väder har hela komsion stoppats ned i en påse av ogarvad renhud.
I komsion har näver lagts i botten, för att skydda mot fukt, därefter har mjöl av vitmossa eller mjöl av torkad björkträ lagts till för att skydda ytterligare mot fukt, inklusive den från barnet själv. Därefter lindades barnen innerst med blöja, men  även armar och ben lindades så att barnet inte skulle kunna sparka sig ur komsion.
Komsion användes för barnet under dess första levnadsår, det var möjligt att amma barnet utan att ta upp det ur komsion.